# Ibrahim Labyad
Pour plus de détails, voir Fiche technique et Distribution.
Ibrahim Labyad est un film d'action égyptien sorti en 2009.

## Fiche technique
- Réalisation : Marwan Hamed
- Scénario : Abbas Abu El-Hassan
- Photographie : Youssef Labib (cameraman), Sameh Selim (directeur de la photographie)
- Montage : Khaled Mara'y et Khalid Marie
- Direction artistique : Marwan Hamed
- Musique : Hesham Nazeeh
- Langue : arabe

## Festival de Cannes
Le film a été en marge du Festival de Cannes